# Blatnice pod Svatým Antonínkem
Pour les articles homonymes, voir Blatnice.
Blatnice pod Svatým Antonínkem (en allemand : Groß Blatnitz) est une commune du district de Hodonín, dans la région de Moravie-du-Sud, en Tchéquie. Sa population s'élevait à 2 018 habitants en 2020.

## Géographie
Blatnice pod Svatým Antonínkem se trouve à 7 km à l'est de Veselí nad Moravou, à 8 km au sud-sud-ouest d'Uherské Hradiště, à 27 km au nord-est de Hodonín, à 69 km à l'est-sud-est de Brno et à 253 km au sud-est de Prague.
La commune est limitée par Uherský Ostroh et Ostrožská Lhota au nord, par Hluk et Blatnička à l'est, par Louka et Lipov au sud, et par Veselí nad Moravou à l'ouest.

## Histoire
La première mention écrite du village date de 1046.